# Étienne Gantrel
Étienne Gantrel est un graveur, éditeur et marchand d'estampes français, né à Toul en 1646 et mort à Paris le 1er novembre 1706.

## Biographie
« Estienne Gantrel, graveur ordinaire du Roy de la paroisse Saint-Séverin, fils majeur de feu Pierre Gantrel, marchand tanneur de la ville de Toul, et de Madeleine Cressille ».
Il s'est marié le 8 juillet 1674 avec Marguerite Boudan (1641-1709), fille d'Alexandre Boudan (1600-1671) et veuve de Jean Lenfant (1615-1674), marchand et graveur en taille-douce, dont il a repris l'atelier à l’Image de Saint-Maur. Il habitait en haut de la rue Saint-Jacques, à l’Image de Saint-Maur où il est mort, le 1er novembre 1706, « âgé de 60 ans ».
Son portrait a été gravé par Isaac Sarrabat d'après Nicolas de Largillière : « Stephanus Gantrel, sculptor regis »,.
Il a gravé de nombreuses vignettes pour illustrer des thèses et plusieurs gravures à partir de peintures réalisées par Nicolas Poussin.
Marchand et éditeur d'estampes, il a publié un livre in-octavo intitulé Les figures des saints, avec un abrégé de leurs vies à l'usage des congrégations de Notre-Dame érigées dans les maisons de la Compagnie de Jésus, comprenant les portraits de 64 petits saints gravés en 1688 par Sébastien Leclerc.

## Hommage
- Rue Étienne Gantrel, à Metz